# San Paolo Bel Sito
San Paolo Bel Sito – miejscowość i gmina we Włoszech, w regionie Kampania, w prowincji Neapol.
Według danych na rok 2004 gminę zamieszkuje 3371 osób, 1685,5 os./km².